# Gliese 667
Gliese 667 je trojhvězda v souhvězdí Štíra, vzdálená asi 23,6 světelných let od Země. Všechny tři hvězdy mají hmotnost nižší než Slunce. Kolem nejmenší z nich obíhá, v tzv. obyvatelné zóně, exoplaneta Gliese 667 Cc, která je svými příznivými podmínkami potenciálně vhodná pro vznik života.

## Hvězdy

### Gliese 667 A
Je největší hvězdou v systému. Jedná se oranžového trpaslíka spektrální klasifikace K3V. Jeho hmotnost dosahuje 73%, poloměr 76% a zářivý výkon 12–13% našeho Slunce. Taktéž i metalicita je nižší (asi 26%).

### Gliese 667 B
Oranžový trpaslík spektrální klasifikace K5V má hmotnost 69% a zářivý výkon 5% Slunce. Oproti Gliesu 667 A je menší o 5%.

## Galerie

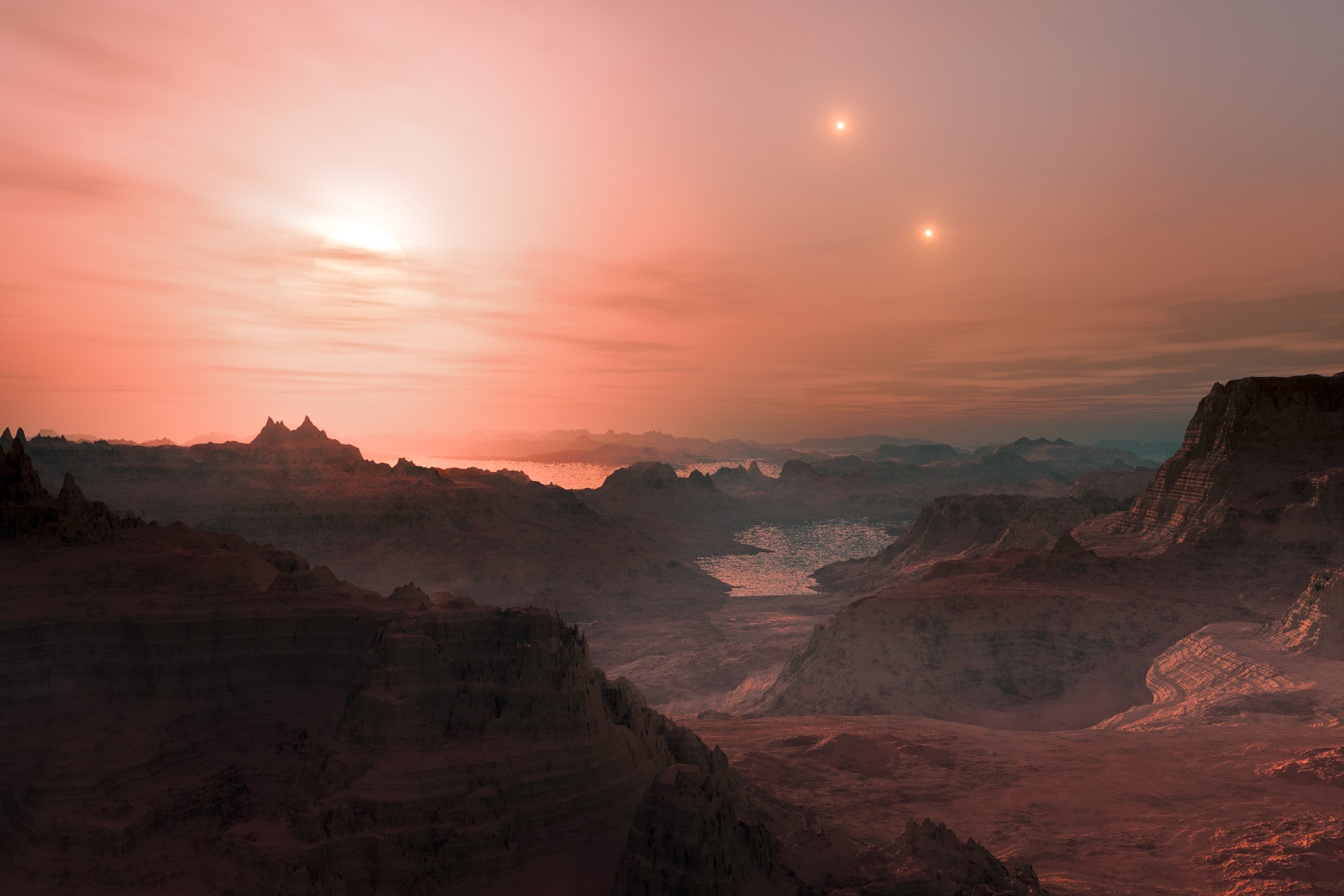
Umělá představa povrchu potenciálně obyvatelné Gliese 667 Cc.
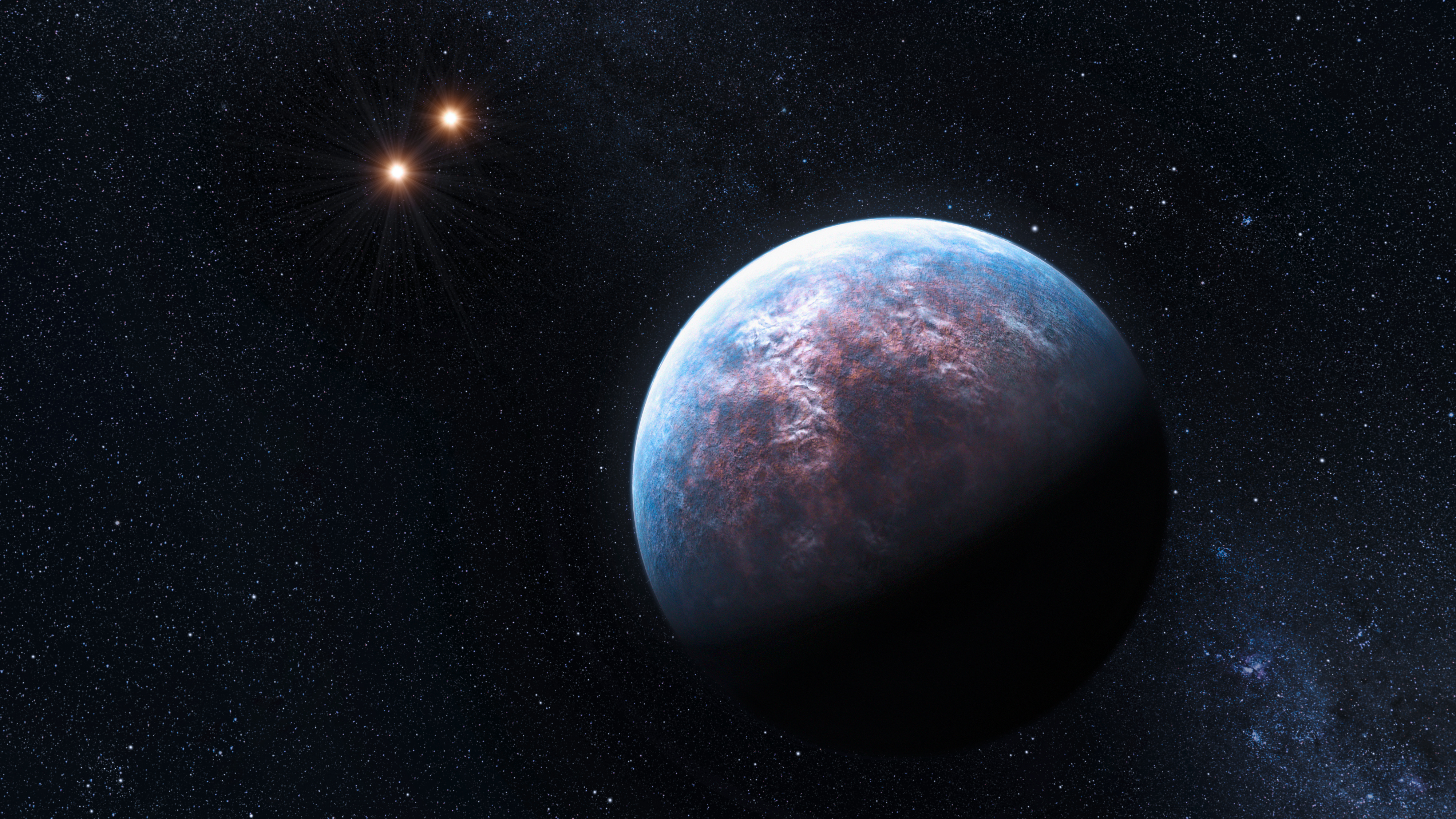
Gliese 667 Cc.